# Holy Hell
Holy Hell es el octavo álbum de estudio de la banda británica de metalcore Architects. El álbum fue lanzado 9 de noviembre de 2018.
Este es el seguimiento del séptimo álbum de estudio de la banda, All Our Gods Have Abandoned Us, y será el primer álbum sin el guitarrista y fundador Tom Searle después de su batalla contra el cáncer que eventualmente le quitó la vida en agosto de 2016.

## Historia
El guitarrista de Architects, Tom Searle falleció el 20 de agosto de 2016, después de tres años de lucha contra el cáncer de piel. El 7 de septiembre de 2017, Architects lanzó la canción "Doomsday", que Tom Searle había comenzado a escribir durante la producción de su séptimo álbum All Our Gods Have Abandoned Us, como sencillo. Sin embargo, no hizo la lista final de canciones del álbum. Una versión alternativa para piano de la canción fue lanzada el 13 de julio de 2018, y más tarde se agregó a la lista de canciones de Holy Hell como la décima canción.
Al hablar sobre el significado del álbum, Dan Searle declaró sobre el álbum: "Para mí, en términos generales, Holy Hell trata sobre el dolor: la forma en que lo procesamos, lo enfrentamos y vivimos con él. [...] Hay valor en el dolor. Es donde aprendemos, es donde crecemos"

## Escritura y grabación
Tras la actuación de la banda en Brixton Academy en su gira europea de 2017, Josh Middleton, guitarrista de Sylosis y miembro de la banda, envió demostraciones de canciones a Searle. Middleton junto con Searle se convirtieron en los compositores dominantes en el disco. Este período de escritura de nueva música trajo confianza a la banda acerca de continuar tocando. Para cuando la banda seleccionó "Doomsday" para lanzar como sencillo, habían escrito esa y otras cinco canciones. Tom Searle había escrito el riff de guitarra principal en el que se basaba "Doomsday". Los elementos de las canciones utilizadas en el álbum se basan en la escritura que Tom Searle había escrito antes de su muerte. Sin embargo, Dan Searle dijo en una entrevista que no quieren revelar qué canciones se derivaron del trabajo de Tom y que "No queremos decir porque no queremos que las perspectivas de las personas sobre las canciones se vean influidas por tener esa información ".
Dan Searle tuvo un papel importante en la escritura de las letras del álbum. Searle expresó el tema "para mí, hablando en términos generales, Holy Hell trata sobre el dolor: la forma en que lo procesamos, lo enfrentamos y vivimos con él. [...] El dolor tiene valor. Es donde aprendemos, es donde aprendemos a crecer ". Se inspiró en la escritura lírica de su hermano, centrándose en la religión y las metáforas yuxtapuestas particulares "cielo e infierno" y "ángeles y demonios".

## Promoción y lanzamiento
El 10 de septiembre de 2018, Architects lanzó videos teaser en línea y utilizaron versiones instrumentales de "Doomsday" y "Memento Mori", que fueron retirados ese mismo día. La banda lanzó el primer sencillo del álbum, "Hereafter", junto con el lanzamiento público de la carátula del álbum, la fecha de lanzamiento y la lista de canciones. El arte del álbum fue creado por Dan Hillier. Merlin Alderslade, cuando escribió para Metal Hammer acerca de la canción, observó que presentaba un enfoque más "racionalizado" del estilo musical de Architects que el trabajo anterior y era una indicación mayor del sonido de Holy Hell que "Doomsday". El segundo sencillo del álbum "Royal Beggars" fue lanzado el 3 de octubre, luego el tercer "Modern Misery" fue lanzado el 28 de octubre de 2018.
En promoción del álbum, la banda anunció las fechas de la gira, a partir de diciembre de 2018 en Rusia y Ucrania. El resto de las fechas de la gira para el Reino Unido y la Europa continental se fijan en enero y febrero de 2019, con el apoyo de Polaris y Beartooth. A los pocos días del lanzamiento de las entradas, se agregó una segunda fecha en O2 Victoria Warehouse en Mánchester.

## Lista de canciones
Todas las letras escritas por Dan Searle; música compuesta por Architects.

| N.º | Título                | Duración |  |
| 1.  | «Death Is Not Defeat» | 3:45     |  |
| 2.  | «Hereafter»           | 4:15     |  |
| 3.  | «Mortal After All»    | 3:39     |  |
| 4.  | «Holy Hell»           | 4:13     |  |
| 5.  | «Damnation»           | 4:08     |  |
| 6.  | «Royal Beggars»       | 4:01     |  |
| 7.  | «Modern Misery»       | 4:13     |  |
| 8.  | «Dying to Heal»       | 3:50     |  |
| 9.  | «The Seventh Circle»  | 1:48     |  |
| 10. | «Doomsday»            | 4:07     |  |
| 11. | «A Wasted Hymn»       | 4:34     |  |

## Personal
- Sam Carter – Voz
- Alex Dean – Bajo y teclados
- Dan Searle – Batería y programación
- Adam Christianson – Guitarra rítmica
- Josh Middleton – Guitarra líder y coros
- Tom Searle (†) – Guitarra (acreditación póstuma en su honor)[15]

## Posicionamiento
| Lista (2018)                          | Pico más alto |
| ------------------------------------- | ------------- |
| Australian Albums (ARIA)              | 8             |
| Austria (Ö3 Austria)                  | 13            |
| Bélgica (Ultratop flamenca)           | 34            |
| Bélgica (Ultratop valona)             | 79            |
| Canadá (Billboard Canadian Albums)    | 72            |
| Países Bajos (Album Top 100)          | 85            |
| Finlandia (Suomen Virallinen Lista)   | 34            |
| French Albums (SNEP)                  | 108           |
| Italian Albums (FIMI)                 | 88            |
| Suiza (Schweizer Hitparade)           | 17            |
| Reino Unido (UK Albums Chart)         | 18            |
| Reino Unido (UK Rock & Metal Albums)  | 1             |
| Estados Unidos (Top Hard Rock Albums) | 5             |
| Estados Unidos (Independent Albums)   | 3             |
| Estados Unidos (Billboard 200)        | 89            |